# Soulier d'or belge 2001
Le Soulier d'or 2001 est un trophée individuel, récompensant le meilleur joueur du championnat de Belgique sur l'ensemble de l'année 2001. Ceci comprend donc à deux demi-saisons, la fin de la saison 2000-2001, de janvier à juin, et le début de la saison 2001-2002, de juillet à décembre.

## Lauréat
Il s'agit de la quarante-huitième édition du trophée, remporté par l'attaquant du KRC Genk Wesley Sonck. Malgré un doublé du RSC Anderlecht en championnat de Belgique, qui place cinq joueurs dans les dix premiers du classement final, le choix des votants se porte sur le jeune buteur de Genk, devenu en quelques mois un pion essentiel de son équipe. Il devance Gert Verheyen, qui obtient ici son meilleur classement au Soulier d'Or, et Walter Baseggio, déjà troisième l'année précédente.

## Le top-10
| Place | Joueur            | Nationalité | Club(s)           | Points |
| ----- | ----------------- | ----------- | ----------------- | ------ |
| 1.    | Wesley Sonck      |             | KRC Genk          | 247    |
| 2.    | Gert Verheyen     |             | FC Bruges         | 180    |
| 3.    | Walter Baseggio   |             | RSC Anderlecht    | 139    |
| 4.    | Timmy Simons      |             | FC Bruges         | 126    |
| 5.    | Jan Koller        |             | RSC Anderlecht    | 82     |
| 6.    | Yves Vanderhaeghe |             | RSC Anderlecht    | 78     |
| 7.    | Marc Degryse      |             | GB Antwerp        | 66     |
| 8.    | Almani Moreira    |             | Standard de Liège | 46     |
| 9.    | Filip De Wilde    |             | RSC Anderlecht    | 45     |
| 10.   | Bart Goor         |             | RSC Anderlecht    | 39     |

## Sources
- (nl) Cet article est partiellement ou en totalité issu de l’article de Wikipédia en néerlandais intitulé « Belgische Gouden Schoen 2001 » (voir la liste des auteurs).